# Banda dei 2 metri

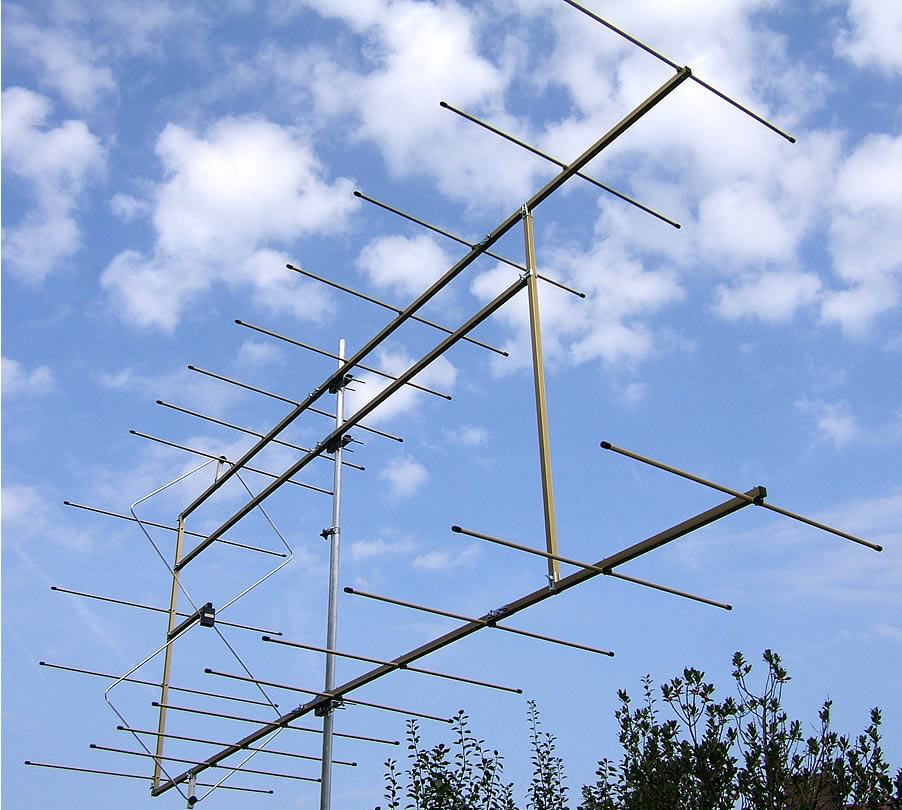
Antenna di tipo Quad per la banda radioamatoriale dei 2 metri

La banda radio-amatoriale dei 2 metri è una porzione dello spettro radio VHF, che comprende le frequenze da 144,00 a 148,00 MHz nella regione ITU 2 (Nordamerica e Sudamerica più Hawaii) e nella regione 3 (Asia e Oceania). Nella regione ITU 1 (Europa, Africa e Russia) la frequenza va da 144,00 a 146,00 MHz.

## Utilizzo della banda 2 metri

### Collegamenti locali
Poiché con piccole antenne, la portata è locale e la trasmissione è affidabile, in molti parti del mondo la banda dei 2 metri è una delle più popolari, dopo le onde corte. Tale diffusione, la compattezza degli apparecchi e delle antenne e l'affidabilità dei collegamenti locali la rende la più utilizzata per le comunicazioni d'emergenza, come quelle tra la Croce Rossa e le autorità. Negli Stati Uniti il ruolo delle comunicazioni d'emergenza è favorito dal fatto che quasi tutti i radioamatori posseggono un ricetrasmettitore per i 2 metri.

### Collegamenti con ripetitori
Il vantaggio di usare apparati palmari e piccole antenne, in FM sulla banda 2 metri, utilizzando i ripetitori, cioè un ricevitore/trasmettitore che istantaneamente ritrasmette il segnale, è quello di aumentare la distanza del collegamento.
Il ripetitore consente comunicazioni affidabili fra piccole città, rendendola ideale per le emergenze. Negli ultimi anni l'attivazione di ripetitori VHF è aumentata di molto ed è economica.

### Comunicazioni a lunga distanza
La banda 2 metri è estremamente interessante per i numerosi modi di propagazione a lunga distanza disponibili (DX) che con una opportuna attrezzatura, è possibile utilizzare:
- la curvature e le irregolarità della troposfera
- la ionizzazione dello strato "E", definita "E sporadico* consente collegamenti sino a 1600 km;
- la propagazione Transequatoriale
- il meteoscatter

Nel meteoscatter velocizzando il codice Morse per ottenere "burst" di segnale, utilizzando appositi software, e ricetrasmettendo in direzione dello sciame meteorico, le onde radio vengono riflesse sui gas ionizzati dall'impatto della meteore, consentendo collegamenti a lunga distanza;
- l'aurora

tramite l'aurora le particelle ionizzate presenti nell'alta atmosfera, consentono la riflessione del segnale radio. Poiché tale ionizzazione dura più a lungo dello sciame meteoritico, possono essere impiegati regolari segnali audio, anche se il movimento costante del gas ionizzato causa notevole distorsione del segnale, rendendo l'audio evanescente e frusciante. 
- E.M.E.

E.M.E. è il metodo che consente di raggiungere le maggiori distanze possibili da parte dei OM. Viene sfruttata la riflessione lunare, definita E.M.E Earth Moon Earth. Questo metodo richiede alte potenze di trasmissione e ottime antenne direttive, per puntare la Luna e inseguirne il suo movimento e far rimbalzare il segnale VHF verso la Terra. L'atmosfera normalmente è trasparente per le onde radio VHF, così, utilizzare la Luna come bersaglio è possibile. A causa della distanza che percorre il segnale, che raggiunge la Luna e ritorna, si viene a creare un ritardo di circa 2 secondi, un OM che trasmette il suo segnale verso la Luna può ascoltare il suo eco, nel momento che ritorna in ricezione alla fine della trasmissione.
La gamma 2 metri è anche usata insieme alla banda dei 70 cm su alcuni satelliti radioamatoriali (OSCAR), con distanze di 4800 km.